# Paraneurachne muelleri
Paraneurachne muelleri là một loài thực vật có hoa trong họ Hòa thảo. Loài này được (Hack.) S.T.Blake mô tả khoa học đầu tiên năm 1972.